# Eleocharis setulosa
Eleocharis setulosa är en halvgräsart som beskrevs av Pei Chun Qiong Li. Eleocharis setulosa ingår i släktet småsäv, och familjen halvgräs. Inga underarter finns listade i Catalogue of Life.